# Capolino
Il capolino è l'infiorescenza tipica della famiglia delle Asteraceae (o Compositae, nomen conservandum); è formato da un insieme di piccoli fiori, detti flosculi, sessili e compatti, inseriti all'estremità del ricettacolo,  e disposti così fittamente, che l'infiorescenza pare un unico fiore (pseudanzio). Questa particolare infiorescenza è chiamata raramente anche “calatide” (dal latino calathis = piccolo paniere).

## Descrizione
I fiori che formano il capolino possono essere di due tipi:
- fiori tubulosi, a simmetria radiale (actinomorfi), con corolla a 5 lobi; il loro numero varia da alcune decine (o meno) fino a oltre 1000 (Oldenburgia).

- fiori ligulati, a simmetria bilaterale, (zigomorfi), con corolla a 5 lobi, fusi in un prolungamento nastriforme (ligula).

I capolini possono essere formati :
- da un solo tipo di fiore (tubuloso o ligulato), in questo caso prendono il nome di “capolino omogamo”
- da entrambi i tipi di fiori (tubuloso e ligulato), in questo caso prendono il nome di “capolino eterogamo”. Nei capolini che portano entrambi i fiori, i fiori tubulosi sono disposti al centro del capolino (fiori del disco), mentre i fiori ligulati sono disposti alla periferia (fiori del raggio).

In alcuni casi i capolini sono a loro volta riuniti in infiorescenze composte (sinflorescenza). Queste sono presenti in alcune specie del genere Echinops; in questo caso sono raggruppati in 2º ordine (esistono anche raggruppamenti di 3º ordine).
I fiori, siano essi tubulosi o ligulati, sono tetra-ciclici, formati cioè da 4 verticilli: calice (che può essere sostituito da peli o pagliuzze) – corolla – androceo – gineceo.

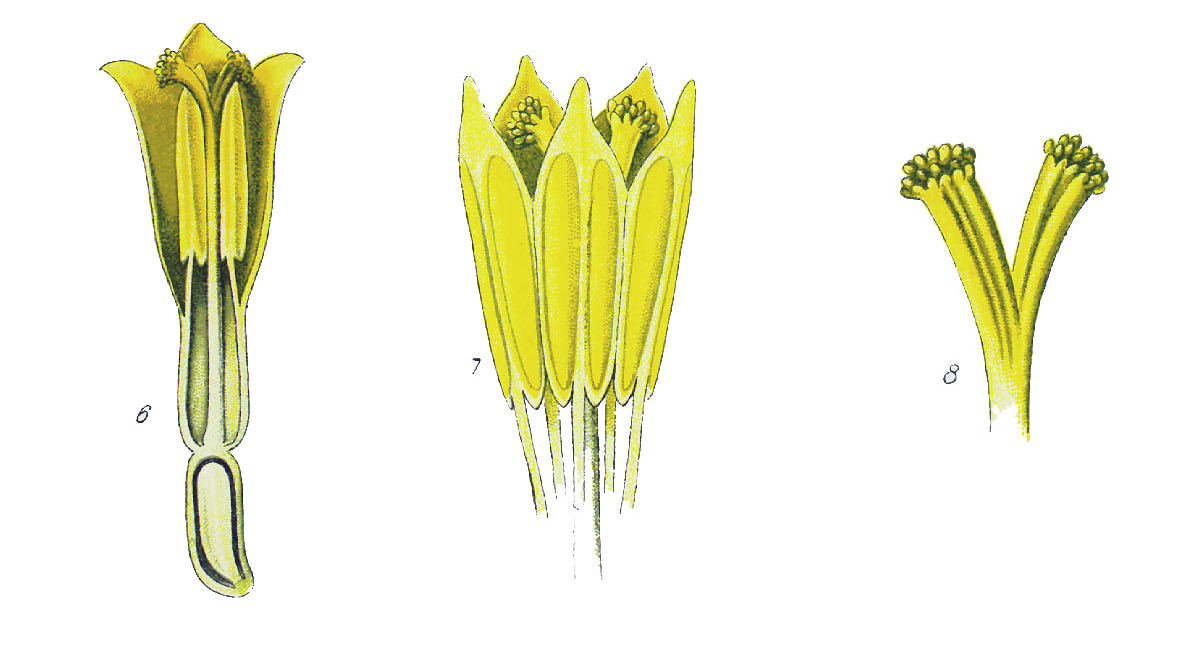
Matricaria recutita - Sezione longitudinale e dettagli di fiore tubuloso

La corolla è gamopetala, formata da 5 petali. 
L'androceo è formato da cinque stami con dei filamenti liberi e con antere che invece sono saldate fra di loro e formano un manicotto che circonda lo stilo.
La base delle antere è caudata in modo vario ed è un importante carattere diagnostico da un punto di vista tassonomico. 
Il gineceo presenta un ovario infero, uniloculare formato da due carpelli concresciuti e contenente un solo ovulo anatropo. Lo stilo è unico, lo stigma è bifido.
L'asse dell'infiorescenza (ricettacolo) è fortemente accorciato, può avere forma conica, globosa o piana; può essere nudo o provvisto di pagliette (o scaglie) avvolgenti la base dei fiori; può essere liscio o alveolato (ogni alveolo può contenere la base di un fiore). Il ricettacolo inoltre è circondato da un insieme di brattee (detto involucro) che assolve alla funzione di protezione dei fiori. L'involucro a sua volta può avere varie forme: cilindrico, campanulato, emisferico, urceolato. Anche le brattee dell'involucro possono essere formate variamente (lineari, lanceolate, oblanceolate, frangiate, lobate); possono avere consistenza diversa (fogliacea, scariosa, mucronate all'apice, ialine ai bordi, spinate, uncinate); possono avere un portamento appressato, patente o revoluto; possono essere a disposizione semplice o embricata su più serie; infine possono essere persistenti o caduche.

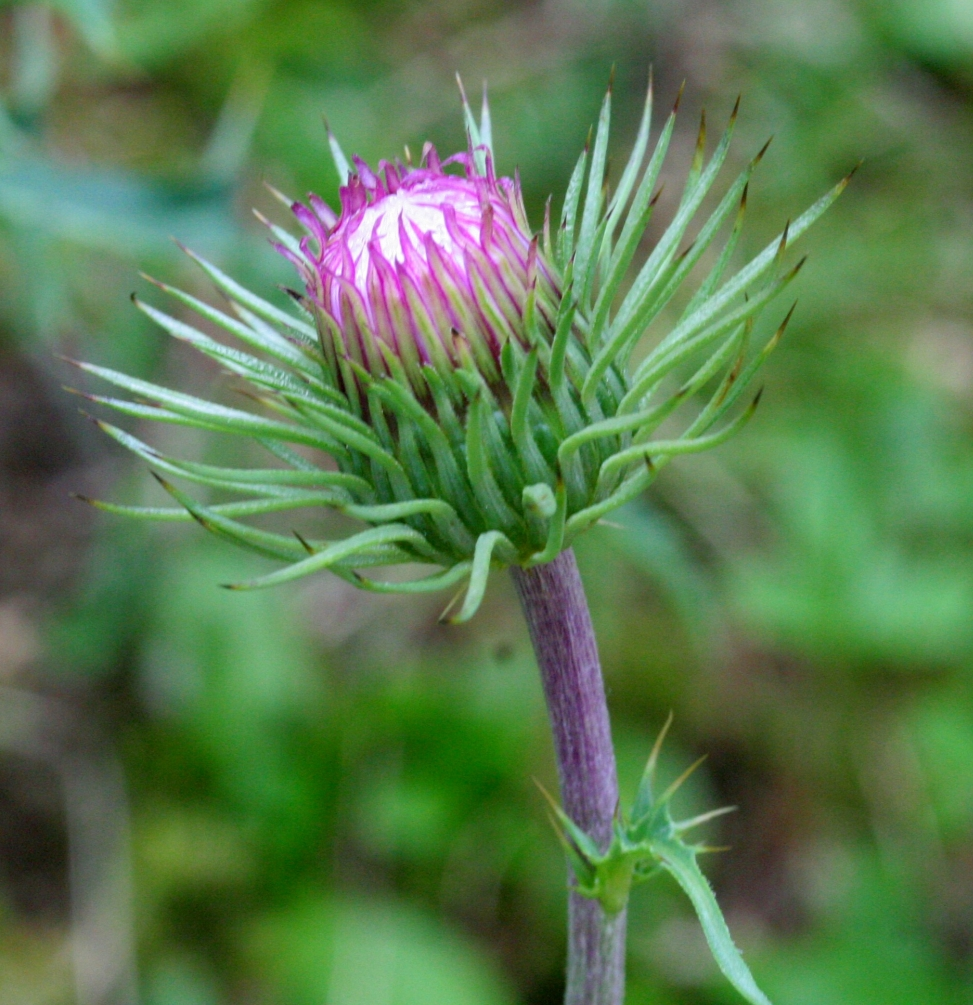
Carduus carlinaefolius
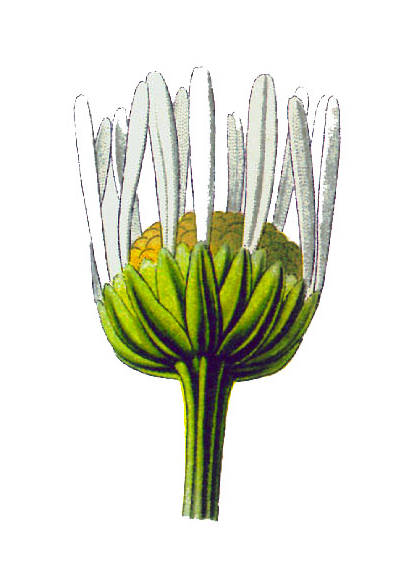
Involucro
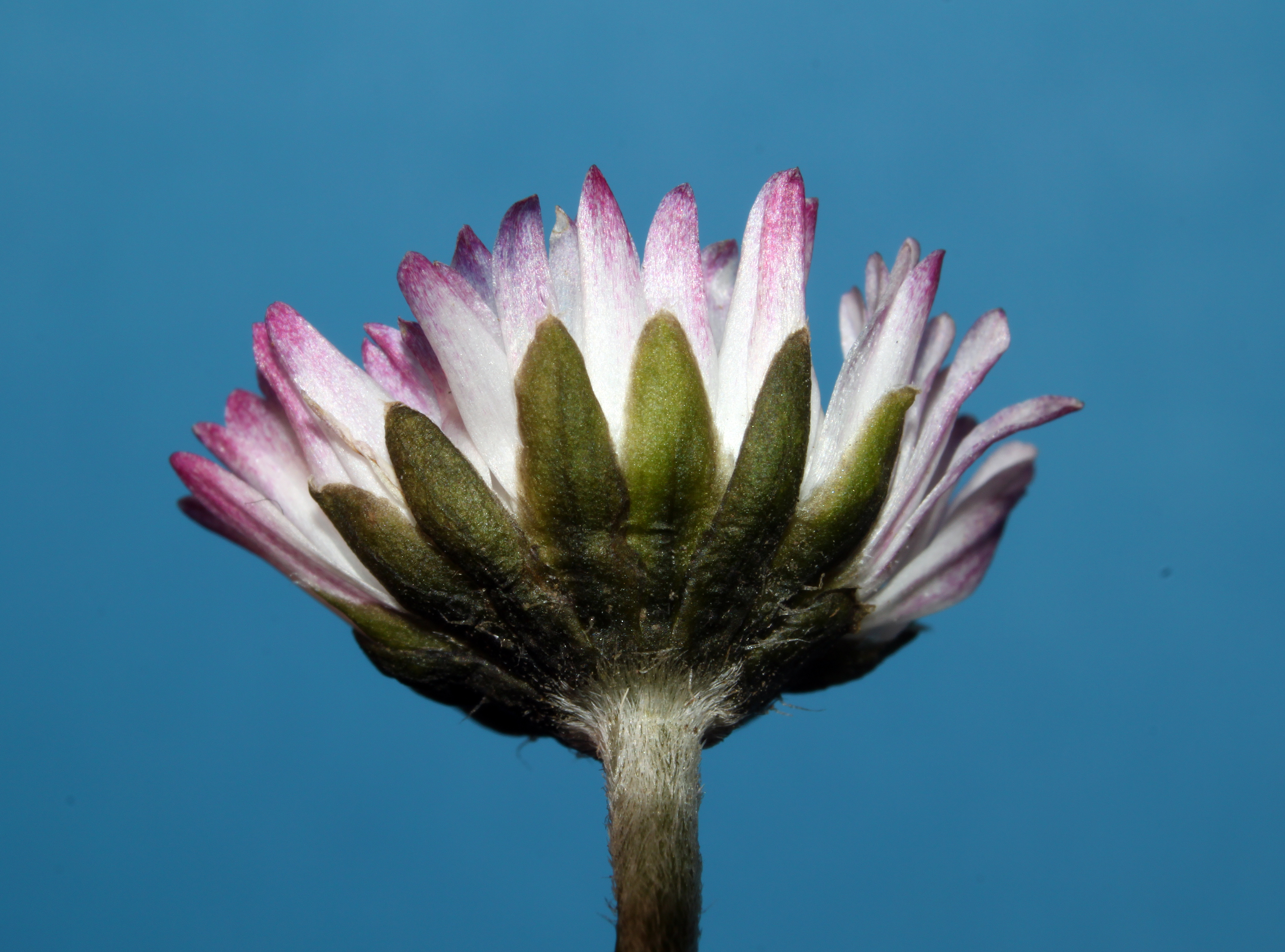
Bellis perennis

Il calice fiorale è assente ovvero è trasformato in setole o peli (pappo). Il pappo persiste nel frutto e rappresenta un importante carattere diagnostico.

### Frutto
Ogni fiore del capolino può formare un frutto. Il frutto è un achenio, indicato anche col nome di cipsela. L'achenio può essere accompagnato dal pappo (organo di volo derivante dalla trasformazione del calice) e può presentare particolari strutture (peli, setole uncinate) che ne facilitano la dispersione ad opera del vento o degli animali.

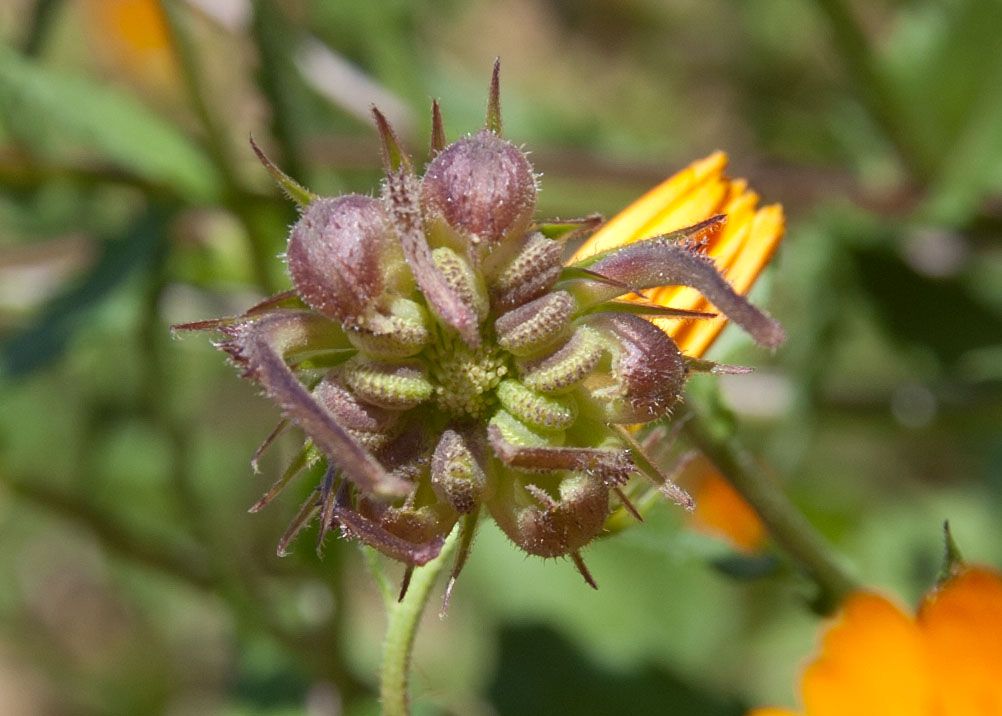
Achenio di Calendula suffruticosa
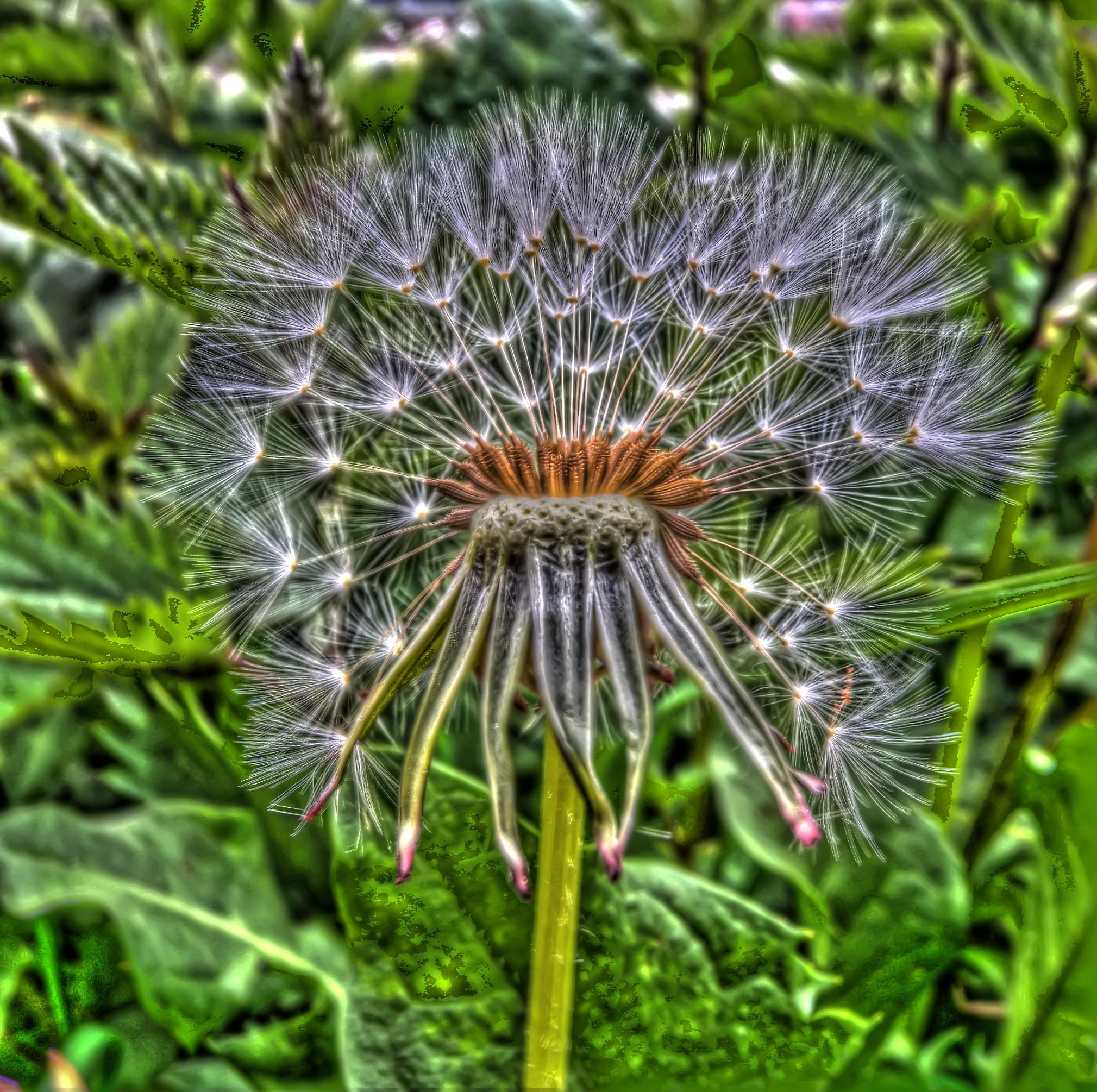
Achenio di Taraxacum sp.
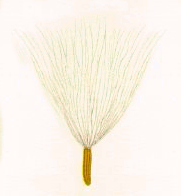
Achenio di Tephroseris palustris